# Dobet Gnahoré

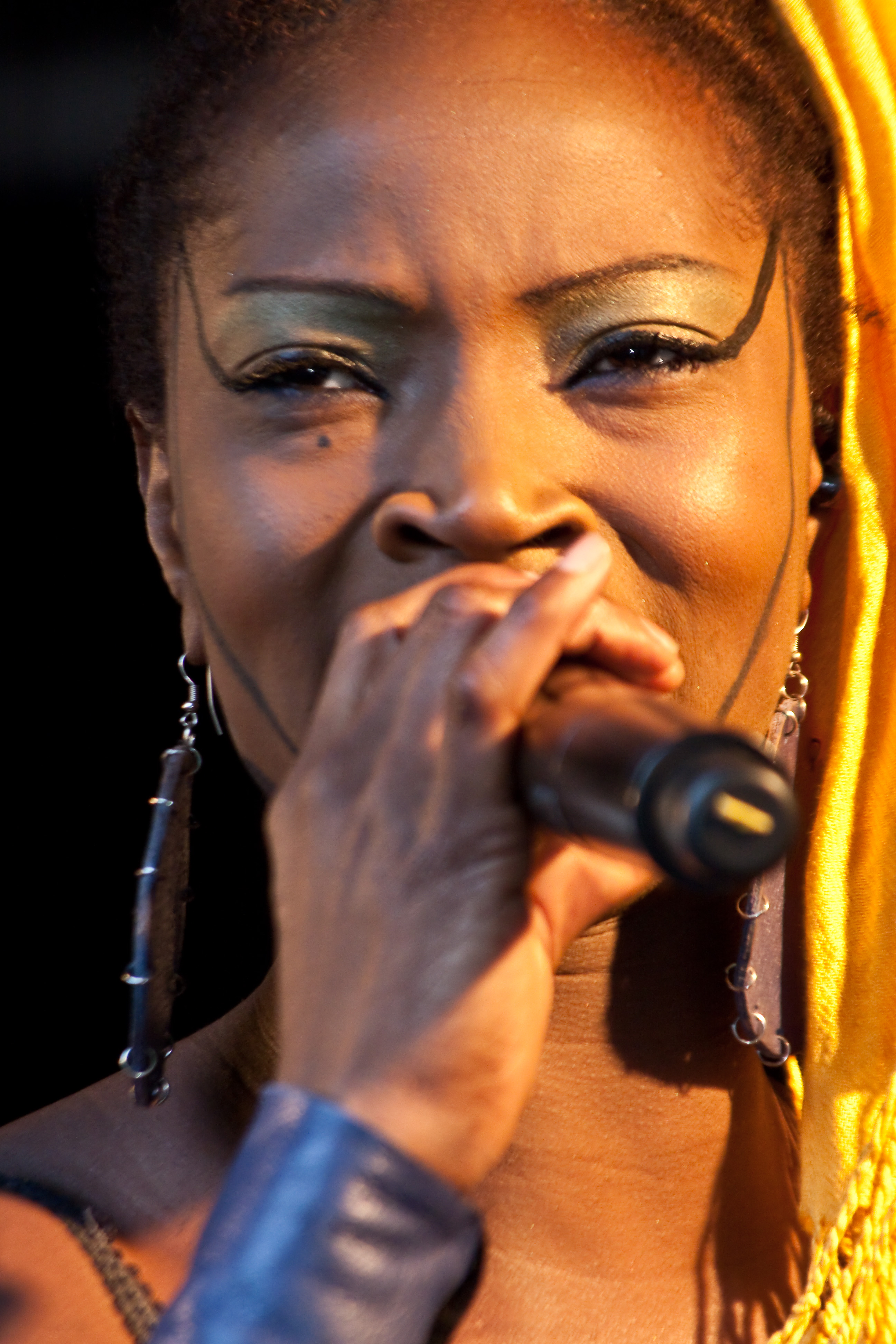
Dobet Gnahoré

Dobet Gnahoré (sinh ngày 17 tháng 6 năm 1982) là một ca sĩ đến từ Côte d'Ivoire. Là con gái của một bộ tộc chơi nhạc cụ gõ Boni Gnahoré, cô chơi cùng nhóm Na Afriki, chủ yếu là các nhạc sĩ người Pháp và Tunisia, người đi cùng cô với cây đàn guitar, sanza, balafon, calebasse và bongos. Do cuộc nội chiến, cô chuyển đến Pháp năm 1999. Năm 2004, Gnahoré phát hành album đầu tay Ano Neko.

## Cuộc đời
Dobet Gnahoré là một nhạc sĩ tự học, người kết hợp các yếu tố của bài hát, vũ đạo, bộ gõ vào tiết mục của mình, cô là con gái của bộ tộc chơi nhạc cụ gõ Boni Ngahoré. Cô định cư tại Marseille năm 1999 do cuộc nội chiến.

## Sự nghiệp
Tại Pháp, Gnahoré gặp người chơi guitar Colin Laroche de Féline và quyết định thành lập ban nhạc, Na Afriki. Ban nhạc bao gồm chủ yếu là các nhạc sĩ Pháp và Tunisia, những người đi cùng cô với các nhạc cụ sanza, balafon, calebasse và bongos. Nhóm đã lưu diễn tại Congo, Gabon, Chad và Guinea vào những năm 2000. Lời bài hát của cô thường liên quan đến cách giải quyết các vấn đề xã hội, bao gồm cả tầm quan trọng của gia đình và AIDS. Cô có thể hát bằng bảy thứ tiếng khác nhau. Âm nhạc của cô nằm trong khoảng từ "bản ballad tinh tế đến những khúc đặc trưng của châu Phi".
Năm 2004, Gnahoré phát hành album đầu tay Ano Neko ('chúng ta hãy cùng nhau tạo ra'). Cô được đề cử giải thưởng Âm nhạc Thế giới năm 2006 cho giải thưởng Newcomer và vào năm 2010, cô đã nhận giải thưởng Best Urban / Alternative Performance cho bài hát "Pearls" với India.Arie tại giải Grammy lần thứ 52.

## Album
- Ano Neko, 2004
- Na Afriki, 2007
- Djekpa La You, 2010
- Na Drê, 2014
- Miziki, 2018